# 중산동 기박산성
중산동 기박산성(中山洞 旗朴山城) 또는 울산 신대리성은 울산광역시 북구 중산동과 경주시 양남면 신대리에 걸쳐 있는 조선시대의 산성이다.

## 역사
중산동 기박산성은 삼국시대 말에서 남북국 시대에 축성된 것으로 알려져 있다. 관문성과 연관된 성으로 이후 고려 시대 말 조선 전기에까지 이어서 사용된 것이다. 산성이 축성된 이유는 주로 일본으로부터의 침탈을 막기 위한 것이다. 울산은 일본과 가장 가깝다는 지정학적 요인 때문에 일본에 대한 방비가 대단히 중요하였다. 따라서 관문성과 함께 기박산성도 일본에 대한 대비책이라고 판단된다. 고려 말에서 조선 전기까지 이곳에 경상좌병영이 있었던 것으로 보인다. 이곳의 좌병영은 1417년에 지금의 울산광역시 중구 병영성 자리로 옮겼다. 조선 말기인 1871년에는 경상좌병사 윤선응(尹善應)이 남문을 새로 설치하고 성곽 일부를 수축하였다. 중산동 기박산성은 '함월산성, 신흥산성, 기박산성, 신대리성' 등으로 불린다.

## 위치
기박산성은 울산광역시 북구 중산동 산 11번지 관문성의 동쪽 대점과 기령 사이의 산 정상부 해발 고도 502~583m 범위에 위치한다.

## 형태
3개의 작은 봉우리를 둘러싼 테뫼식 산성으로 지도상 전체 길이는 1,767m, 면적은 124,117m2이며 가장 잔존 상태가 좋은 구간은 최대 높이 3.2m 정도로 성벽이 남아 있다. 석축 기법과 성내의 유물로 보아 7세기 후반에 축조된 것으로 보인다. 체성이 가장 잘 남아 있는 동쪽 성벽(조선시대 남문지-동문지)의 경우 상단부와 하단부의 축조 양식이 판이하게 다른데, 하단부의 경우 150cm 높이의 8, 9단까지는 길이 35~55cm, 높이 30~40cm의 다듬은 석재를 눕혀서 가지런히 쌓았는데, 가장 하단은 10cm 정도, 그 상부는 5~10cm 들여쌓기 하였다. 상단부 195cm 높이에는 20~60cm 크기의 할석을 정형성 없이 쌓아서 조악한 축조 수법을 보여준다.

## 현황
성곽 유구로는 체성과 문지 5개소, 배수구 3개소, 건물지 14개소(추정 조망대 포함), 집수지 1개소, 명문석 10개, 조망대 등이 있다. 1995년에 영남대학교 문화인류학과에서 지표 조사를 했고, 2015년부터 2016년에 걸쳐서 신라문화유산연구원에서 측량 및 현장 정밀 조사를 수행했다.

## 참고 문헌
울산의 임진왜란사 연구에도 중요한 위치를 점하고 있는 유적이다. 기박산성을 중심으로 임진왜란 당시의 항일 활동에 대한 재조명을 위해서 학술대회가 개최되기도 하였다. 앞으로 기박산성에 대한 연구는 울산의 임진왜란사 연구에 중요한 밑거름이 될 것이다.